# Eric Bell (calciatore)
Eric Bell (Manchester, 27 novembre 1929 – Manchester, 22 luglio 2012) è stato un calciatore inglese, di ruolo centrocampista.

## Carriera

### Club
Ala, ha giocato tutta la sua carriera con il Bolton Wanderers, dal 1950 al 1958, ritirandosi dal calcio a soli 29 anni.

## Palmarès

### Club

#### Competizioni nazionali
- Coppa d'Inghilterra: 1

Bolton: 1957-1958